# Marco Lucchinelli

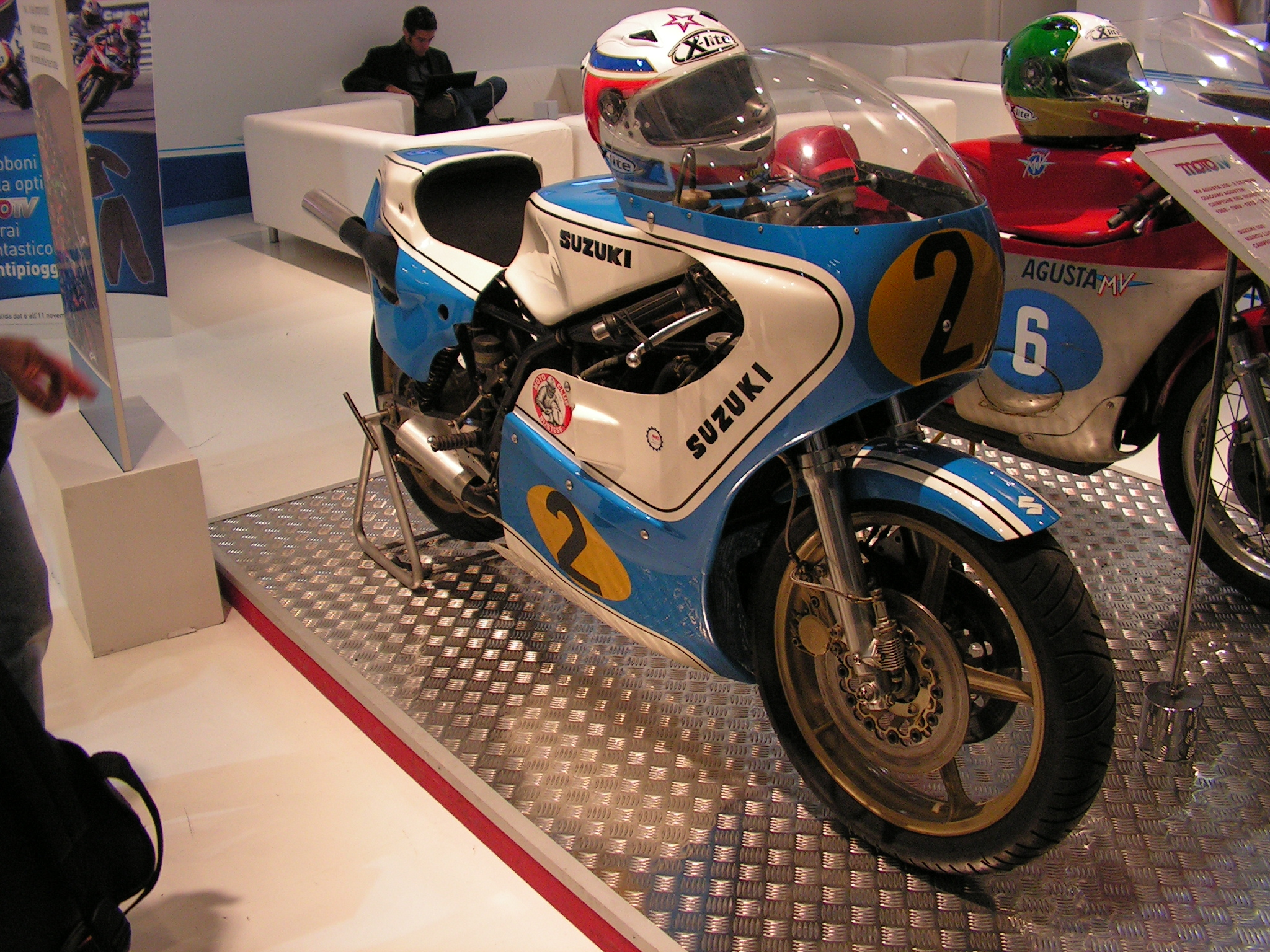
Lucchinellis Suzuki 500 von 1981

Marco Lucchinelli (* 26. Juni 1954 in Ceparana (SP)) ist ein ehemaliger italienischer Motorradrennfahrer.
Er bestritt zwischen 1976 und  1986 insgesamt 82 Rennen in der Motorrad-Weltmeisterschaft und gewann 1981 die Weltmeisterschaft in der 500-cm³-Klasse.

## Karriere
Lucchinelli begann seine Karriere 1975 auf einer Laverda bei Langstreckenrennen. Seine Leistungen dort verschafften ihm eine vom Werk gesponserte Yamaha für die italienische Meisterschaft. Zur Saison 1976 stieg er auf Suzuki in die 500-cm³-Weltmeisterschaft ein und holte mit drei Podestplätzen den vierten WM-Gesamtrang. Sein wilder Fahrstil brachte ihm den Beinamen Crazy Horse ein und führte zu zahlreichen Stürzen, die ihn 1977 mit einer Yamaha auf den elften WM-Rang zurückfallen ließen.
Im Jahr 1978 kehrte Lucchinelli zu Suzuki zurück. Er gewann auf dieser Marke 1980 beim Grand Prix von Deutschland auf dem Nürburgring sein erstes Rennen und belegte hinter Kenny Roberts sr. und Randy Mamola den dritten WM-Gesamtrang. In der Saison 1981 konnte er fünf Rennen für sich entscheiden und den WM-Titel in einem engen Kampf gegen Mamola gewinnen. Außerdem gewann er im selben Jahr das 200-Meilen-Rennen von Imola, welches er 1986 zum zweiten Mal gewann.
Zwei Jahre bei Honda und zwei weitere auf einer Cagiva verliefen weniger erfolgreich. Ende der Saison 1985 beendete Lucchinelli vorübergehend seine aktive Karriere.
In der Saison 1988 kehrte Lucchinelli für eine Saison zurück und fuhr auf Ducati in der neu gegründeten Superbike-Weltmeisterschaft, wo er zwei Rennen gewinnen konnte und den fünften WM-Rang belegte. Im Anschluss an die Saison übernahm er den Posten des Ducati-Teammanagers.

## Statistik

### Erfolge
- 1980 – Italienischer 500-cm³-Meister auf Suzuki
- 1980 – 500-cm³-WM-Dritter auf Suzuki
- 1981 – Italienischer 500-cm³-Meister auf Suzuki
- 1981 – 500-cm³-Weltmeister auf Suzuki
- 1981 – Sieger beim 200-Meilen-Rennen von Imola auf Suzuki
- 1986 – Sieger beim 200-Meilen-Rennen von Imola auf Ducati

### Ehrungen
- Aufnahme in die MotoGP Hall of Fame
- Italiens Sportler des Jahres (La Gazzetta dello Sport): 1981

### In der Motorrad-Weltmeisterschaft
| GP-Siege: 6       |             |
| Podiumsplätze: 19 |             |
| GP-Starts:        | 350 cm³: 2  |
| GP-Starts:        | 500 cm³: 80 |